# 奧特巴赫河
51°47′42.71″N 9°25′13.35″E / 51.7951972°N 9.4203750°E
奧特巴赫河（德語：Otterbach），是德國的河流，位於該國西部，流經北萊茵-威斯特法倫州和下薩克森州，該河流屬於威悉河的右支流，河道全長8.1公里。